# Бойко Павло Володимирович
Павло Володимирович Бойко  — український радянський діяч, голова Львівського міськвиконкому в 1944—1945 роках.

## Біографія
Член ВКП(б).
З жовтня 1943 по квітень 1944 рік — заступник голови президії Української ради промислової кооперації (Укоопромради) із кадрів.
У квітні 1944 — грудні 1945 року — голова виконавчого комітету Львівської міської ради депутатів трудящих.
Подальша доля невідома. На 1960 рік проживав у місті Львові.